# Scatella laxa
Scatella laxa är en tvåvingeart som beskrevs av Cresson 1933. Scatella laxa ingår i släktet Scatella och familjen vattenflugor. Inga underarter finns listade i Catalogue of Life.